# پارک یاکوشی ایکه
پارک یاکوشی ایکه (به ژاپنی: 薬師池公園) در منطقهٔ ماچیدا، در توکیو پایتخت ژاپن واقع شده‌است. علت نامگذاری آن قرار گرفتن تالاب تاریخی یاکو شیکه در داخل این پارک است. ساخت این تالاب مصنوعی جهت مصرف آب برای کشاورزی در سال ۱۵۷۷ میلادی آغاز شد و در سال ۱۵۹۰ به پایان رسید. نام این پارک در فهرست صد منظره جدید توکیو و صد پارک تاریخی ژاپن قرار دارد.

## رسیدن به پارک
- خط اوداکیو-اوداوارا ایستگاه ماچیدا، خروج از در شرقی. ایستگاه اتوبوس شمارهٔ ۲۱ مقابل ساختمان POP .

اتوبوس شمارهٔ ۵۵ یا ۵۳ پیاده شدن در ایستگاه اتوبوس یاکوشی ایکه